# Avions Voisin (проєкт авто)
Avions Voisin (проєкт авто) - нова 4-колісна концепція автомобілів, звана діамант, яку розробляв Габріель Вуазен, починаючи з 1920-х років.

## Історія
Габріель Вуазен ще 1923 отримав французький патент № 567 721 на схему триколійного автомобіля, у якому по центру розміщена пара привідних коліс з мотором, а спереду і ззаду по одному поворотному колесу.
В період кризи у випуску і продажу розкішних авто компанією Avions Voisin Вуазен розробив ескізи перспективної концепції шестимісного дводверного "автомобіля майбутнього" за цією схемою, на що подав на зберігання патент (1935) (тип мінівену). Спереду крісло водія розміщено по центру і висунуто дещо вперед поміж двома кріслами пасажирів. За ними розміщено в ряд три крісла пасажирів, задні частини яких охоплюють колісні ніші привідних коліс, розміщених у задній треті авто. За віссю коліс встановлено 7-циліндровий радіальний мотор авіаційного типу (повітряне охолодження, об'єм 7 л, потужність 100 к.с.). У задній вузькій частині кузова розміщено одне поворотне колесо. Проєктна швидкість авто 180 км/год. Також у 1930-х рр. було розроблено концепт 4-місного авто за даною схемою та декілька інших варантів. У 1930-х роках Вуазен розробляв концепції автобусів з широкою базою центральної привідної колісної пари та зменшеними базами поворотних задніх і передніх колісних пар, що мало збільшити їхню маневровість.
До цього компонування 87-річний Вуазен повернувся 1967 р., розробивши ескіз авто за даною схемою.
До схожого компонування повертались компанії Fiat & Pininfarina (1960), Філіп Шарбо (фр. Philippe Charbonneaux) (1985-1992) та інші автори концептів гоночних автомашин межі ХХ-ХХІ ст.